# Sericolea elegans
Sericolea elegans är en tvåhjärtbladig växtart som beskrevs av Schlechter. Sericolea elegans ingår i släktet Sericolea och familjen Elaeocarpaceae. Inga underarter finns listade i Catalogue of Life.